# Fuerte (canción)
«Fuerte» es una sencillo grabado por la cantautora luso-canadiense Nelly Furtado y por la cantante española Concha Buika para Mi Plan, el álbum de Furtado (2009). La canción fue escrita por Nelly Furtado, Álex Cuba y James Bryan, la producción corrió a cargo de Salaam Remi.

## Vídeo musical
El vídeo musical de «Fuerte» fue dirigido por Richard Bernardin, Robacho Buika y Aaron A y fue lanzado en iTunes el 18 de octubre de 2010.

## Lista de canciones
CD Promo
1. Fuerte (Cajjmere Wray Hot Sweat Edit) - 3:03
2. Fuerte (Cajjmere Wray Hot Sweat Mix) - 8:06
3. Fuerte (Cajjmere Wray Spanglish Club Mix) - 7:51
4. Fuerte (Cajjmere Wray Spanglish Edit) - 3:07
5. Fuerte (Twisted Dee Club Mix) - 8:38
6. Fuerte (Twisted Dee Dubstrumental) - 7:08
7. Fuerte (Twisted Dee Electro-Tribe Mix) - 9:09
8. Fuerte (Twisted Dee Radio Edit) - 4:14
9. Fuerte (Massi and DeLeon Sunset Blvd Mixshow) - 5:02
10. Fuerte (Massi and DeLeon Sunset Blvd Mix) - 7:38

Fuente:

## Posiciones
| País (2010)                         | Posición |
| ----------------------------------- | -------- |
| U.S. Billboard Hot Dance Club Songs | 3        |

## Créditos[4]
- Producción y arreglos: Salaam Remi para salaamremi.com
- Ingeniero de grabación: Franklin Emmanuel Socorro y Ryan Evans
- Solo de guitarra flamenca: Javier Limón
- Teclados: Salaam Remi
- Baterías: Salaam Remi
- Guitarras: Vincent Henry y Staybent Krunk-A-Delic